# Lee Cheol-ha
Lee Cheol-ha (Lee Cheol-ha; en Hangul:이철하)(12 de septiembre de 1970, Corea del Sur) es un director de cine surcoreano.

## Filmografía

### Director
- Love Me Not (2006)
- Story of Wine (2008)